# NGC 6624
NGC 6624 је збијено звездано јато у сазвежђу Стрелац које се налази на NGC листи објеката дубоког неба.
Деклинација објекта је - 30° 21' 38" а ректасцензија 18h 23m 40,5s. Привидна величина (магнитуда) објекта NGC 6624 износи 7,6. NGC 6624 је још познат и под ознакама GCL 93, ESO 457-SC11.